# Páros rövid program szinkronúszás a 2011-es úszó-világbajnokságon
A 2011-es úszó-világbajnokságon a szinkronúszáson belül a páros rövid programot július 17-én és 18-án rendezték meg. Előbb a selejtezőket utána a döntőt.

## Érmesek
| Arany                                                                              | Ezüst                                             | Bronz                                            |
| Oroszország · Natalja Iscsenko · Szvetlana Romasina · Alekszandra Zueva (tartalék) | Kína · Huang Xuechen · Liu Ou · Luo Xi (tartalék) | Spanyolország · Ona Carbonell · Andrea Fuentes · |

## Eredmény
| Helyezés  | Versenyzők                                    | Nemzetiség | Selejtező | Selejtező | Döntő     | Döntő    |
| Helyezés  | Versenyzők                                    | Nemzetiség | Pont      | helyezés  | Pont      | Helyezés |
| --------- | --------------------------------------------- | ---------- | --------- | --------- | --------- | -------- |
| Aranyérem | Natalja Iscsenko Szvetlana Romasina           | RUS        | 97.500    | 1         | 98.200    | 1        |
| Ezüstérem | Huang Xuechen Liu Ou                          | CHN        | 95.800    | 2         | 96.500    | 2        |
| Bronzérem | Ona Carbonell Andrea Fuentes                  | ESP        | 94.400    | 3         | 95.400    | 3        |
| 4         | Elise Marcotte Marie-Pier Boudreau Gagnon     | CAN        | 93.900    | 4         | 94.100    | 4        |
| 5         | Yukiko Inui Chisa Kobayashi                   | JPN        | 92.600    | 5         | 92.800    | 5        |
| 6         | Daria Iushko Kseniya Sydorenko                | UKR        | 90.900    | 6         | 91.300    | 6        |
| 7         | Giulia Lapi Mariangela Perrupato              | ITA        | 89.900    | 7         | 90.100    | 7        |
| 8         | Sara Labrousse Chloe Willhelm                 | FRA        | 88.500    | 9         | 88.900    | 8        |
| 9         | Mary Killman Lyssa Wallace                    | USA        | 89.000    | 8         | 88.500    | 9        |
| 10        | Olivia Allison Jenna Randall                  | GBR        | 87.800    | 10        | 87.300    | 10       |
| 11        | Evangelia Platanioti Despoina Solomou         | GRE        | 87.600    | 11        | 87.200    | 11       |
| 12        | Nayara Figueira Lara Teixeira                 | BRA        | 87.400    | 12        | 86.000    | 12       |
| 23.5      | H09.5                                         |            |           |           | 00:55.635 |          |
| 13        | Jang Hyang-Mi Wang Ok-Gyong                   | PRK        | 86.700    | 13        |           |          |
| 14        | Anastasia Gloushkov Inna Yoffe                | ISR        | 86.000    | 14        |           |          |
| 15        | Park Hyun-Ha Park Hyun-sun                    | KOR        | 85.500    | 15        |           |          |
| 15        | Soňa Bernardová Alžběta Dufková               | CZE        | 85.500    | 15        |           |          |
| 17        | Anna Kulkina Aigerim Zhexembinova             | KAZ        | 85.400    | 17        |           |          |
| 18        | Elisabeth Sneeuw Nicolien Wellen              | NED        | 83.700    | 18        |           |          |
| 19        | Pamela Fischer Anja Nyffeler                  | SUI        | 83.200    | 19        |           |          |
| 20        | Mariana Cifuentes Evelyn Guajardo             | MEX        | 82.900    | 20        |           |          |
| 21        | Czékus Eszter Kiss Szofi                      | HUN        | 82.300    | 21        |           |          |
| 22        | Nadine Brandl Livia Lang                      | AUT        | 82.000    | 22        |           |          |
| 23        | Nastassia Mekhanikava Darya Navaselskaya      | BLR        | 79.800    | 23        |           |          |
| 24        | Etel Sánchez Sofia Sánchez                    | ARG        | 79.200    | 24        |           |          |
| 25        | Dasa Baloghova Jana Labathova                 | SVK        | 77.300    | 25        |           |          |
| 26        | Eloise Amberger Sarah Bombell                 | AUS        | 76.400    | 26        |           |          |
| 27        | Wiebke Jeske Edith Zeppenfeld                 | GER        | 75.800    | 27        |           |          |
| 28        | Monica Arango Jennifer Cerquera               | COL        | 75.600    | 28        |           |          |
| 28        | Dalia Mohamed Elgebaly Reem Wail Abdalazem    | EGY        | 75.600    | 28        |           |          |
| 30        | Iglika Goleminova Kalina Yordanova            | BUL        | 74.400    | 30        |           |          |
| 31        | Anastasiya Ruzmetova Anastasiya Zdraykovakaya | UZB        | 74.300    | 31        |           |          |
| 32        | Katrina Ann Hui Chuen Png                     | MAS        | 72.900    | 32        |           |          |
| 33        | Cristina Nicolini Elena Tini                  | SMR        | 71.900    | 33        |           |          |
| 34        | Melis Öner Tuğçe Tanış                        | TUR        | 71.800    | 34        |           |          |
| 35        | Lianne Caraballo Darlys Rodríguez             | CUB        | 71.400    | 35        |           |          |
| 35        | Rosamaria Avila Fredmary Zambrano             | VEN        | 71.400    | 35        |           |          |
| 37        | Arthittaya Kittithanatphum Nantaya Polsen     | THA        | 67.800    | 37        |           |          |
| 38        | Caitlin Anderson Kirstin Anderson             | NZL        | 67.600    | 38        |           |          |
| 39        | Stephanie Chen Hui Yu Yap                     | SIN        | 67.200    | 39        |           |          |
| 40        | Nadezhda Gómez Violeta Mitinian               | CRC        | 65.800    | 40        |           |          |
| 41        | Megawati Suyanto Samara Talia Pattiasina      | INA        | 62.800    | 41        |           |          |
| 42        | Emma Manners-Wood Nicola David                | RSA        | 61.500    | 42        |           |          |